# Dominique Thorne
Dominique Guy (Nueva York, 11 de mayo de 1997) conocida artísticamente cómo Dominique Thorne, es una actriz estadounidense de cine y televisión. Inició su carrera artística en la película If Beale Street Could Talk (2018) cómo Sheila Hunt y en Judas and the Black Messiah (2021) cómo Judy Harmon.
En 2020 fue elegida para dar vida a la superheroía de Marvel Comics, Riri Williams / Ironheart, papel que será su debut en el Universo cinematográfico de Marvel con la película Black Panther: Wakanda Forever (2022) antes de protagonizar su propia serie de televisión de Disney+ titulada, Ironheart (2025).

## Biografía
Dominique nació en Nueva York de sus padres Nerissa Guy y Navie Guy, quiénes son inmigrantes de Trinidad y Tobago, su madre es originaria de Carapichaima y su padre de Mayaro. Tiene dos hermanos , Ky-Mani y Caleb.
Thorne asistió a la Professional Performing Arts High School dónde estudió teatro dramático de manera formal. Durante sus años de estudiante en 2015 ganó el Young Arts Award en Teatro Hablado así como el U.S. Presidential School in the Arts que la Casa Blanca otorga anualmente. Después de postularse en varias universidades para programas académicos y de arte, Thorne eligió asistir a la Universidad Cornell dónde estudió la licenciatura de Derecho Humano con una especialidad en Estudios de Desigualdad. Se graduó en mayo de 2019. A partir de 2020, ella y su familia viven en Delaware.

## Carrera
En 2018 ella hizo su debut en cine con el personaje de Sheila Hunt en la película If Beale Street Could Talk la cual está basada en la novela homónima de James Baldwin. En 2021 ella interpreta a Judy Harmon, un miembro del Partido Pantera Negra en Judas and the Black Messiah (2021).
En 2020, fue elegida como la superheroína de Marvel Comics, Ironheart / Riri Williams para la próxima serie de televisión de Disney+, Ironheart. Ella hará su debut en ese papel en la próxima película de 2022, Black Panther: Wakanda Forever.

## Filmografía
| Año  | Título                            | Personaje                 |
| ---- | --------------------------------- | ------------------------- |
| 2018 | If Beale Street Could Talk        | Sheila Hunt               |
| 2021 | Judas and the Black Messiah       | Judy Harmon               |
| 2022 | Black Panther II: Wakanda Forever | Ironheart / Riri Williams |
| 2024 | Freaky Tales                      | Barbie                    |

| Año  | Título         | Personaje                 | Notas                                                          |
| ---- | -------------- | ------------------------- | -------------------------------------------------------------- |
| 2024 | What If...?    | Riri Williams / Ironheart | Voz; Episodio: "What If... the Emergence Destroyed the Earth?" |
| 2025 | Ironheart      | Riri Williams / Ironheart | Posproducción; próxima miniserie de Disney+                    |
| 2025 | Marvel Zombies | Riri Williams / Ironheart | Voz; En producción                                             |